# Jean-Marie Le Bris
Jean Marie Le Bris (Concarneau, 25 de março de 1817;  Douarnenez, 17 de fevereiro de 1872), às vezes é escrito Jean-Marie Le Bris, foi chamado por sua família e amigos Jean. Ele é chamado Yann Vari ar Brizh em bretão. Le Bris foi um marinheiro e capitão de cabotagem e armador de seus próprios navios, antes de se tornar um dos primeiros aviadores bretões, antes de Clément Ader e dos irmãos Wright.
Ele também é conhecido por ter supostamente realizado um voo planado numa data não definida entre 1858 e 1861. A alegada data de dezembro de 1856 comumente divulgada é tida por muitos como errada. O voo teria ocorrido a partir das colinas da região de Sainte-Anne-la-Palud em Plonévez-Porzay, com cerca de 60 m de altura e de frente para o vento vindo da costa.
Todos esses testes, se é que existiram, são objeto de discussão e controvérsia até os dias de hoje, não havendo nenhuma evidência ou testemunho de qualquer voo decolando de solo nivelado (de uma praia no caso).

## Contribuição para a aviação
Como marinheiro e capitão de navios, Le Bris viajou por todo o mundo observando a forma de voar do albatroz. Analisou a maneira como as aves interagiam com o ar, e identificou a aerodinâmica da descolagem, constatando o fenômeno da sustentação que designou na época como aspiração, que ocorria quando se variava o ângulo de ataque das asas.
Le Bris também inventou os controlos de voo, que controlavam as asas. Esta invenção foi patenteada em Março de 1857.
Antes de Le Bris, diversos outros inventores (chineses, Abbas Ibn Firnas-no século IX,  Eilmer de Malmesbury no século XI e George Cayley em 1853) tentaram voos de planador, mas nenhum tinha forma de propulsão. No Reino Unido, Stringfellow construiu alguns planadores em 1848, mas nenhum transportou pessoas. O primeiro voo propulsionado foi realizado por Clément Ader, em 1890, no seu monoplano Eole, movido por um motor a vapor. No entanto, este voo não foi considerado um voo controlado.

## Primeiro planador: o Barco alado

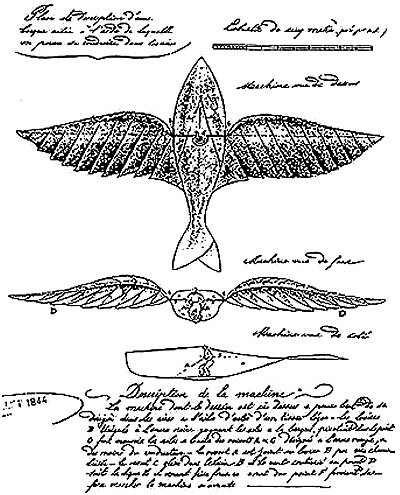
Patente do voo de 1857 de Le Bris

A forma do seu primeiro planador, que ele denominou de barque ailée pode ter sido livremente inspirada no formato daquela ave, que ele tanto estudou no seu período de serviço militar no Pacífico, mas na verdade, a máquina pouco tinha a ver com o formato da ave, a não ser a grande envergadura das asas.
Baseado nesse conhecimento e entendimento, Le Bris solicitou uma "patente do processo de voo", sugerindo a relação entre o ângulo de ataque das asas e a sustentação obtida.
Os alegados testes com esse modelo de planador, ocorreram em 1856 e 1857. Partindo de vários pontos elevados ao redor da baia de Douarnenez. Numa dessas tentativas, com a máquina montada sobre uma pequena carroça puxada por um cavalo, decolando da praia de Sainte-Anne-la-Palud em Finistère, Le Bris teria atingido cerca de 100 m de altura, e percorrido uma distância de 200 m.
Durante um segundo teste em março de 1857, o planador foi lançado do topo do moinho de Tréboul. O avião não conseguiu decolar e caiu. A máquina estava danificada e não foi reparada.

## Segundo planador: o Albatroz

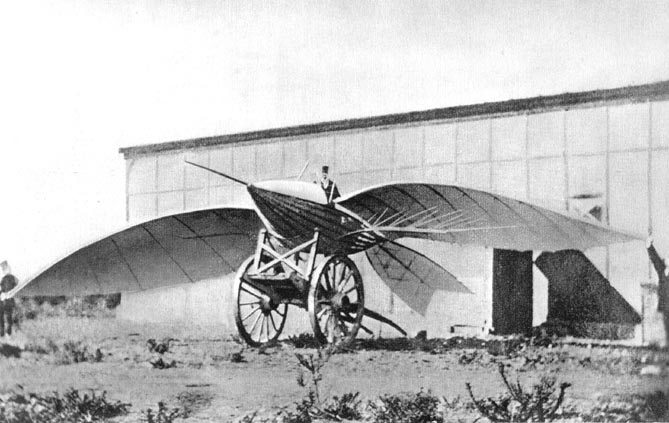
Le Bris e a sua segundo máquina voadora, O Albatroz, em 1868

Em 1868, com o apoio da marinha francesa, construiu um segundo planador, que não atingiu o mesmo sucesso do primeiro. A forma desse segundo planador, lembrava muito mais as formas de um albatroz, tanto que o nome atribuído pela imprensa da época foi de Albatroz, sendo mais leve que o primeiro e possuindo um sistema de distribuição do peso. A sua máquina foi a primeira aeronave a ser fotografada, por Benjamin Charles Pépin, também conhecido como Pépin fils (Pépin filho), em 1868.